# Сиси: Прича о роду
Сиси: Прича о роду (енгл. Sissy: A Coming-of-Gender Story) су мемоари из 2019. које је написао Џејкоб Тобија.

## Критички пријем
Њујорк тајмс је написао: „Тобија је рано јасно ставио до знања да ова књига неће бити ваш традиционални 'Трансродни 101'. Чак и тако, кроз евокативну реторику, мемоари суптилно образују чак и најнеупућенијег читаоца о спектру небинарних идентитета препричавајући Тобијина различита искуства изласка, њихово почетно уточиште у њиховој методистичкој вери и њихово постепено самооткривање и залагање као видљивог ученика. на јужном универзитету.“

## Адаптација
Године 2019, Showtime је најавио да ће развити полусатну емисију засновану на мемоарима.